# Frass

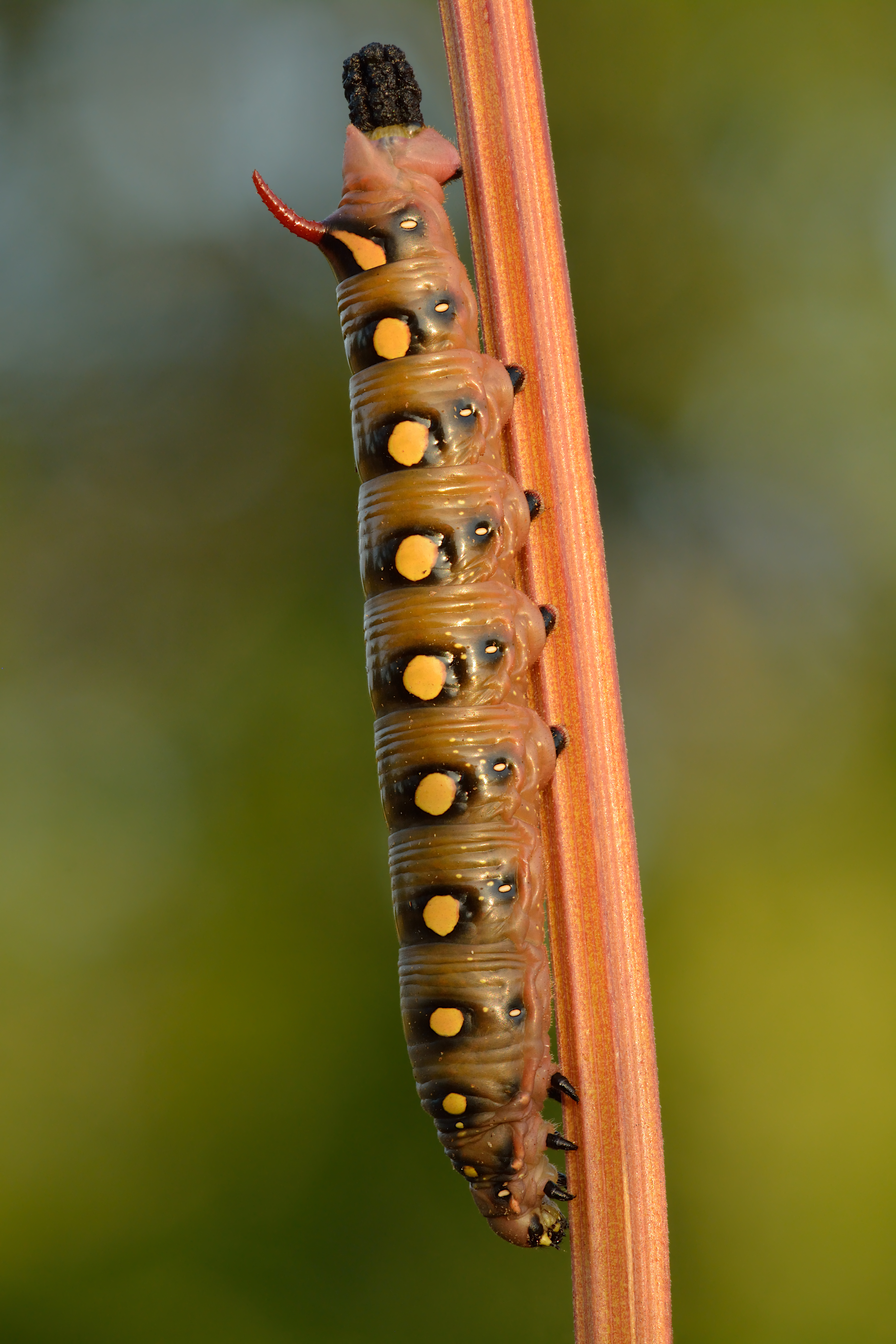
Oruga de Hyles gallii dejando atrás el frass a su paso.

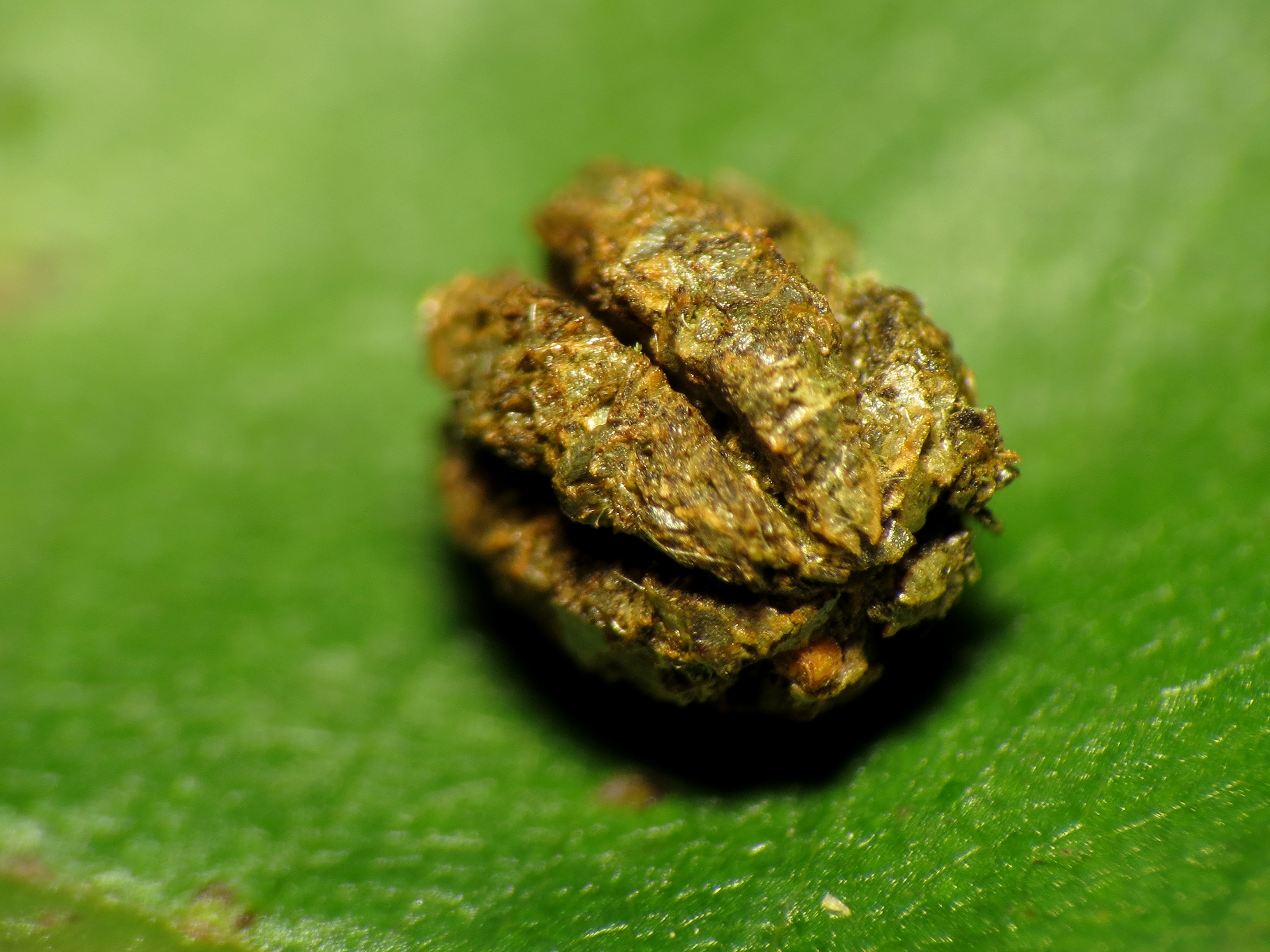
Mojoncito de frass de una oruga de gran tamaño.

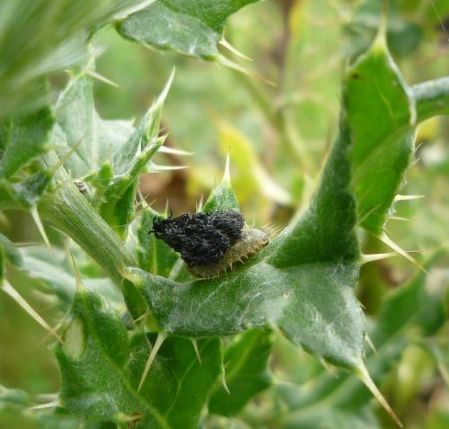
Una larva de Cassida rubiginosa, llevando una masa de su propio frass como defensa repugnatorial.

Se denomina frass a los residuos más o menos sólidos excretados por insectos y otras materias relacionadas. Es un término adoptado del inglés que se refiere al guano de insectos.

## Definición y etimología
Frass es un término informal y por lo tanto con ciertas ambigüedades en su definición. La palabra deriva del vocablo en alemán Fraß, que significa la excreta producida por un insecto luego de procesar el alimento. El uso en español se aplica a los residuos excretados de toda materia  que ingieren los insectos, y de manera similar, a otros desechos masticados u horadados que los insectos dejan a su paso. En forma general no se aplica a los fluidos tales como el rocío de miel.
Este vocablo se remonta al siglo XIX. Un glosario de comienzos del siglo XX indica "... excremento; por lo general bolitas excretadas por orugas." En ciertos contextos frass se refiere principalmente al fino material masticado, a menudo polvuroso, que los insectos fitófagos pasan como deshecho indigerible luego de que hayan procesado los tejidos vegetales tanto como su fisiología les permite. Otros ejemplos de las distintas variedades de frass incluyen el material fecal que los insectos tales como las larvas de las polillas del manzano dejan cuando se alimentan dentro de frutos o semillas, o que insectos como Terastia meticulosalis dejan al horadar la médula de las ramitas de Erythrina.
Varias formas de frass pueden resultar dependiendo de la naturaleza del alimento y del sistema digestivo de la especie de insecto que excretó el material. Por ejemplo, muchas orugas, especialmente las orugas grandes que se alimentan de hojas en familias como Saturniidae, producen bolitas moldeadas de manera bastante elaborada que pueden ser visibles en el suelo debajo de las plantas en las que se alimentan. En los túneles que cavan en las hojas de las que se alimentan, los minadores de hojas suelen dejar residuos visibles de excrementos amorfos de la pulpa del mesofilo. Su excremento comúnmente no llena el túnel.
Por el contrario, las larvas de muchos de los escarabajos de la familia Bostrichidae (por ejemplo Lyctus) expulsan parcialmente su excremento finamente granular de sus túneles cuando perforan la madera de la que se alimentan, mientras que las larvas de la mayoría de los Cerambycidae de madera seca dejan su excremento apiñado en los túneles detrás de ellas. Muchas otras especies de barrenadores de la madera también dejan los túneles detrás de ellos con excremento seco compactado, que puede ser finamente polvoriento o aserrín grueso. Posiblemente esto sea en parte como una defensa contra otras larvas del barrenador, muchas de las cuales son caníbales, o podría servir para reducir los ataques de algunos tipos de ácaros depredadores o absorber los fluidos que un árbol vivo podría secretar en el túnel.
Cierto frass suelto y fibroso de algunas polillas de la familia Cossidae, tales como Coryphodema tristis, sobresale de la boca de sus túneles en los troncos de los árboles, especialmente poco antes de que emerjan como polillas adultas. En este sentido, su frass difiere del frass polvoriento de los escarabajos de los postes del polvo como Lyctus.
Los túneles de los escarabajos perforadores pueden encontrarse en madera seca o podrida o debajo de la corteza, en el tejido comparativamente blando y nutritivo, ya sea vivo o muerto.
Otra característica observada surge cuando el insecto perforador no digiere la madera u otro medio en sí, sino que perfora túneles en los que crecen levaduras u otros hongos, posiblemente estimulados por excreciones y secreciones de los insectos. Obviamente, no se puede permitir que tales túneles se obstruyan o que los insectos no puedan acceder a sus propios alimentos, por lo que deben expulsar al menos parte de su frass o dejar espacio para el crecimiento de su alimento. Ejemplos de estas asociaciones de insectos perforadores / hongos incluyen a los escarabajos de la ambrosía con hongos de ambrosía, la avispa de la madera Sirex noctilio asociada con el hongo Amylostereum areolatum entre otros.
En otro sentido, el término "frass" también puede referirse a las virutas de madera excavadas que las hormigas madereras, los abejorros carpinteros y otros insectos con hábitos similares de perforación de la madera expulsan de sus galerías durante el proceso de excavación. Dicho material se diferencia de los residuos de heces de los alimentos, porque los insectos que horadan para construir dichos nidos no comen la madera, por lo que el material que desechan al hacer el túnel no ha pasado por su intestino.

## Consideraciones ecológicas
Al contacto con el frass las plantas secretan quitinasa en respuesta a sus altos niveles de quitina. El frass es un estimulante natural de la floración, y tiene altos niveles de nutrientes. El frass contiene abundantes amebas, bacterias beneficiosas y hongos. En consecuencia, es un inoculante microbiano, en particular un inoculante del suelo, una fuente de microbios deseables que promueve la formación de compost. Es un reciclador importante de nutrientes en las selvas tropicales y favorece la salud de las plantas.
Muchas especies de insectos, generalmente en sus estadios larvales, acumulan sus excrementos y se cubren con ellos ya sea para disfrazar su presencia o como una cubierta repugnatorial.

## Galería

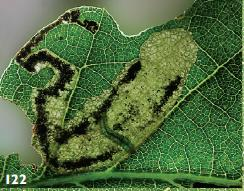
Frass en la mina de hojas de roble de una larva de la polilla Ectoedemia heckfordi en su estadio final
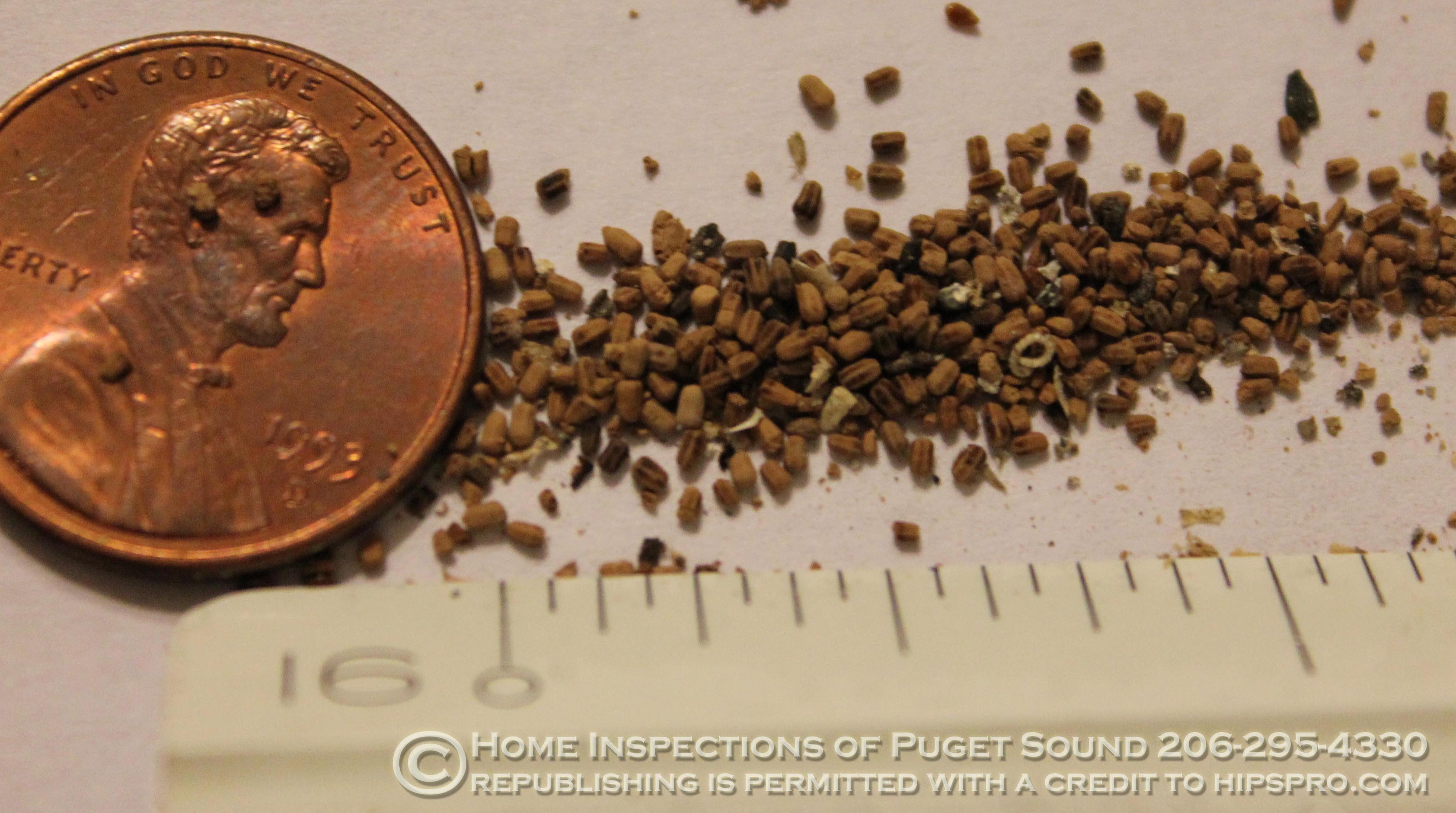
El frass de las termitas de la madera húmeda puede ser un signo útil para detectar una colonia
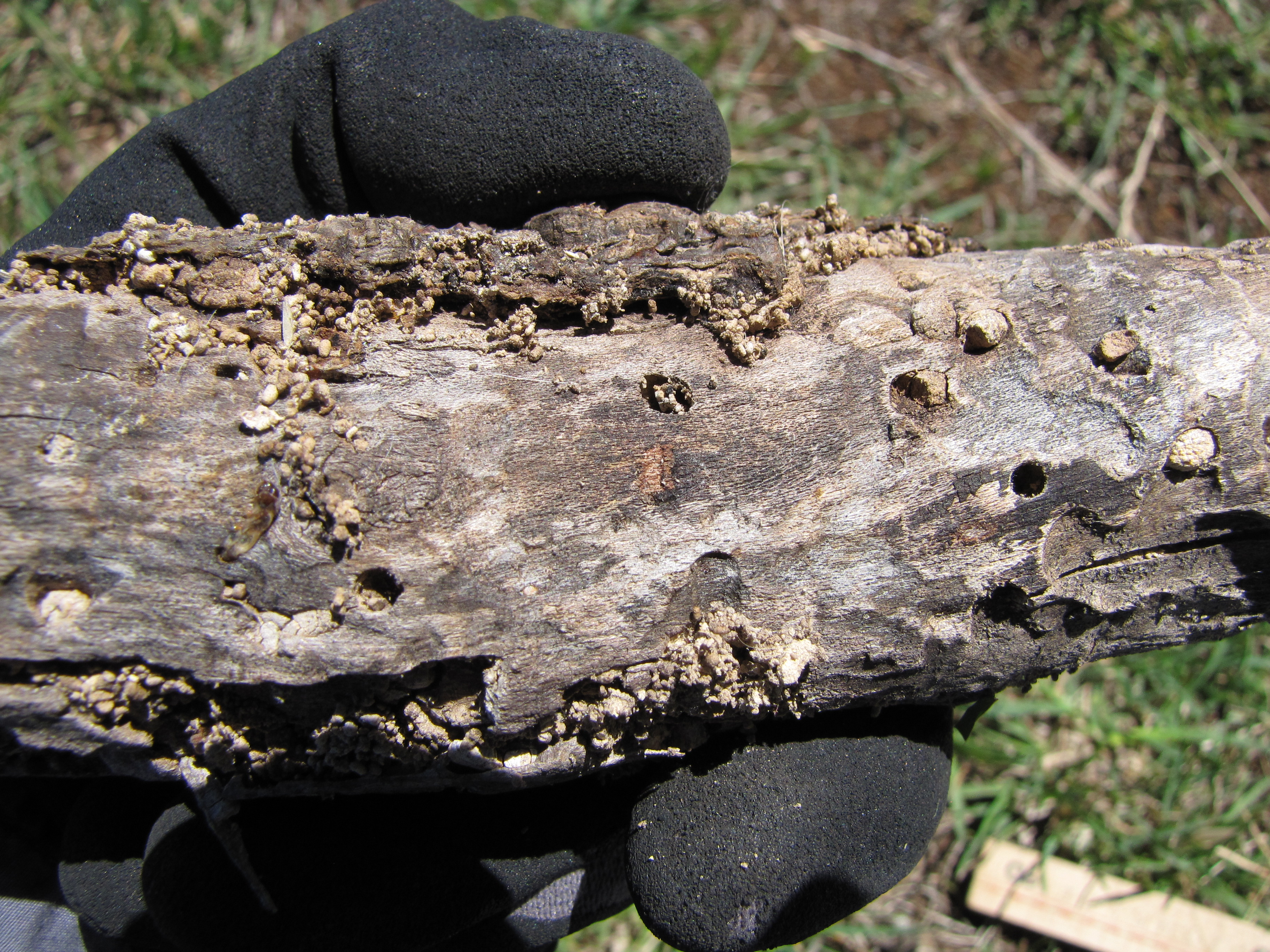
Galerías de varias especies de los escarabajos perforadores de la madera, que suelen estar rellenos de frass
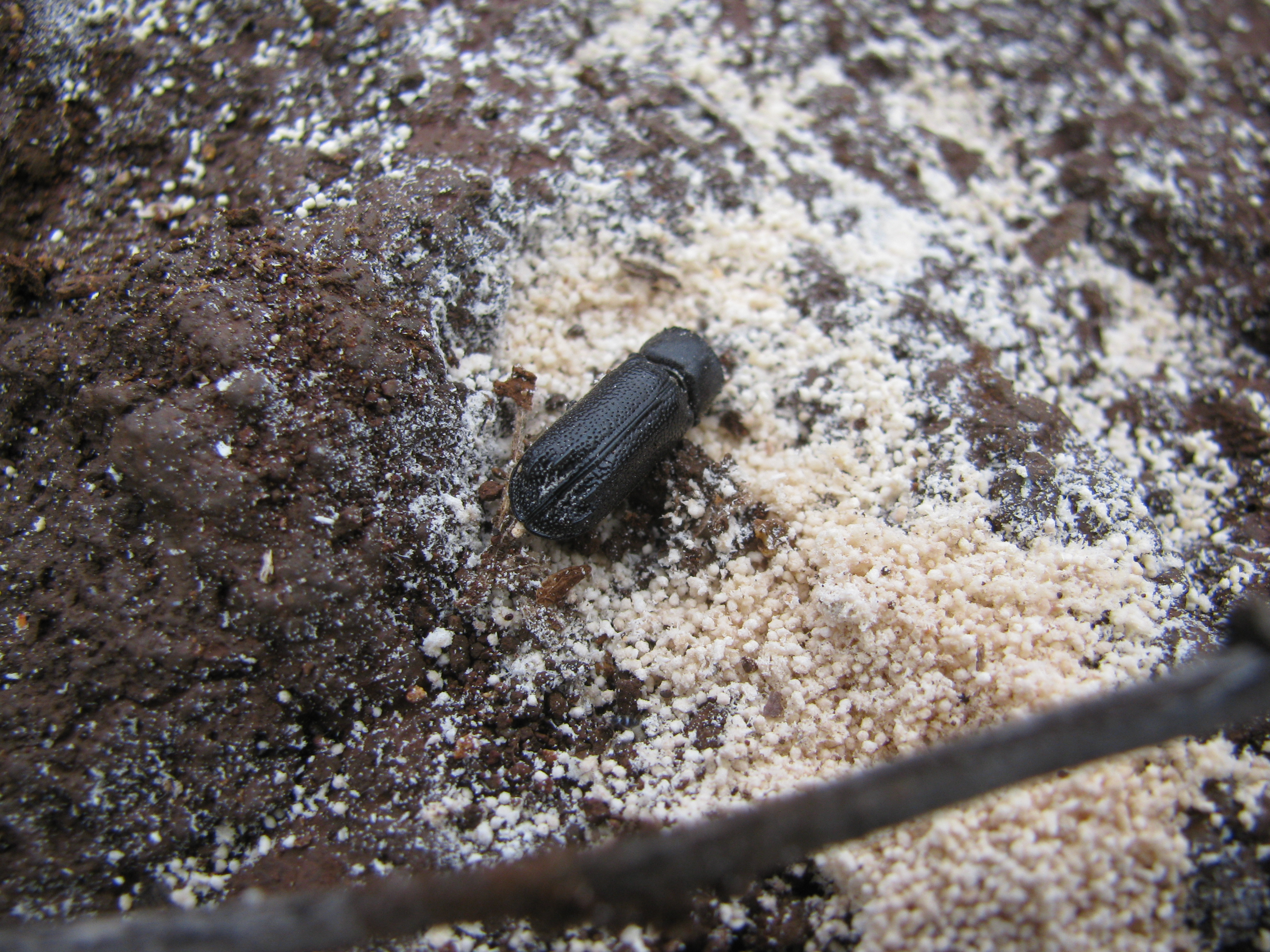
Polvo de frass típico de los escarabajos barrenadores bostríquidos
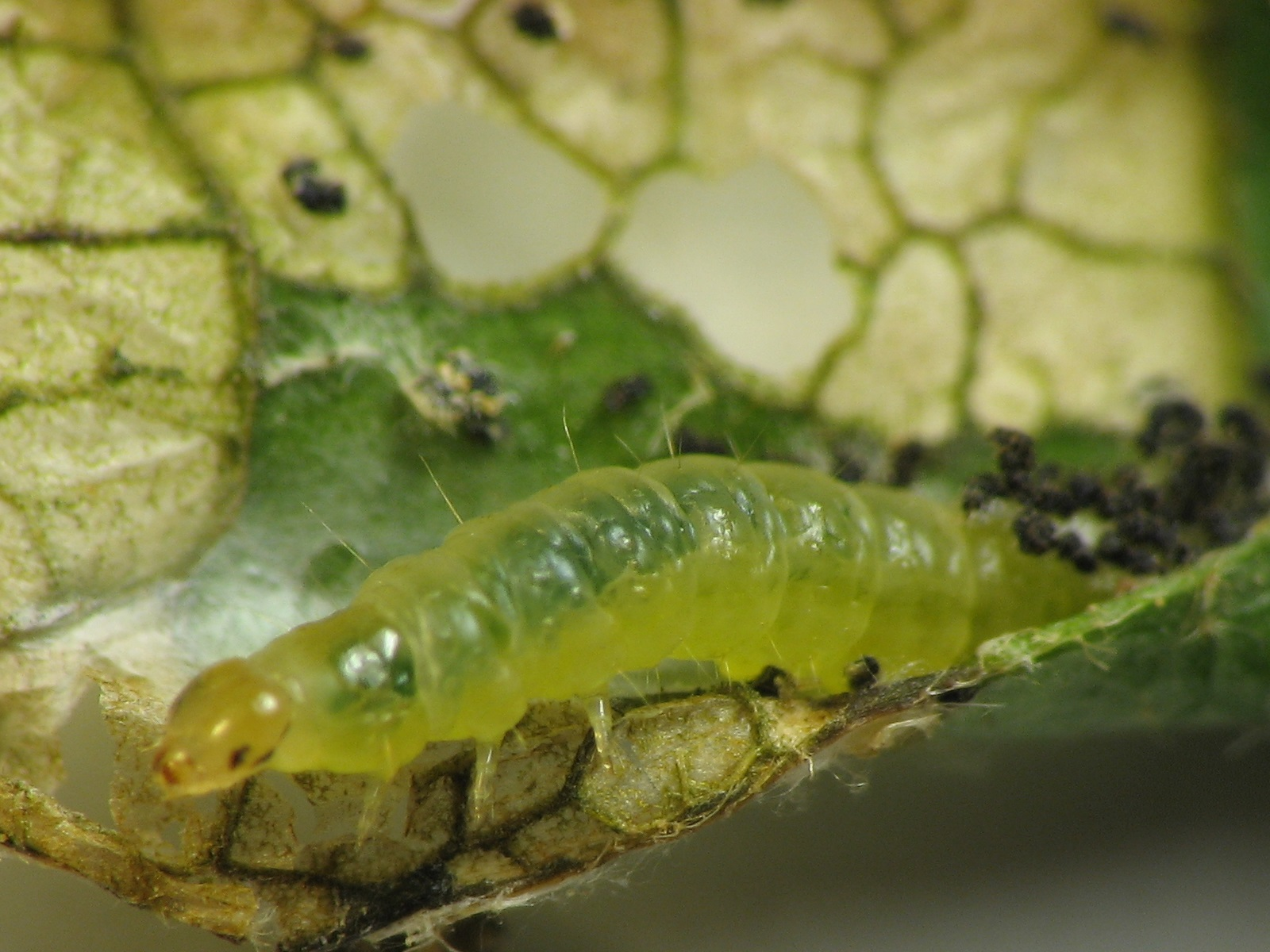
Oruga de Pandemis limitata y su frass